# Manamisoa
Manamisoa is een plaats en commune in het zuiden van Madagaskar, behorend tot het district Ambalavao, dat gelegen is in de regio Haute Matsiatra. Tijdens een volkstelling in 2001 telde de plaats 4.394 inwoners.
De plaats biedt enkel lager onderwijs aan. 96 % van de bevolking werkt als landbouwer en 1 % houdt zich bezig met veeteelt. Het belangrijkste landbouwproduct is rijst; ander belangrijk product is maniok. Verder is 2% actief in de dienstensector en heeft 1% een baan in de industrie.